# Lluís Vilà i Vendrell
Lluís Vilà i Vendrell (Banyoles, 15 de juny de 1952 - 30 de març de 2010) fou un artista català amb una àmplia trajectòria en pintura, escultura i disseny. Destaca el seu treball dins els corrents conceptuals de l'"eat art" i l'"art fungible". El 1984 va fer una exposició a l'Espai 10 de la Fundació Joan Miró, on les obres estaven situades entre la tradició medieval de les escultures votives fetes amb massa de pa i una filiació estètica amb el kitsch del barroc popular. La seva traducció d'una artesania popular al camp de l'art contemporani no estava exempta d'una 
estratègia conceptual antimercat: les escultures, efímeres, s'anaven deteriorant al llarg del temps d'exposició, com una forma de pop anticonsumista.